# 大山村 (福島県)
大山村（おおやまむら）は福島県安達郡にかつて存在した村である。

## 地理
- 現在の大玉村の南西部に位置する。
- 村は阿武隈川の西岸に位置する。

## 歴史
村名は、大江村の大と椚山の山を組み合わせて大山村となった。

### 村域の変遷
- 1889年（明治22年）4月1日 - 町村制施行により、大江村・椚山村が合併し安達郡大山村が発足。
- 1955年（昭和30年）3月31日 - 大山村は玉井村と合併し大玉村が発足。大山村は消滅。

変遷表
| 1868年 以前 | 1868年 以前 | 明治8年 | 明治22年 4月1日 | 昭和30年 3月31日 | 現在   |
| ----------- | ----------- | ------- | --------------- | ---------------- | ------ |
|             | 上大江村    | 大江村  | 大山村          | 大玉村           | 大玉村 |
|             | 下大江村    | 大江村  | 大山村          | 大玉村           | 大玉村 |
|             | 大江新田村  | 大江村  | 大山村          | 大玉村           | 大玉村 |
|             | 椚山村      |         | 大山村          | 大玉村           | 大玉村 |

## 大字
- 大江（だいえ）
- 椚山（くぬぎやま）

## 人口・世帯

### 人口
総数 [単位： 人]
| 1889年（明治22年） | 2,160 |
| 1920年（大正 9年） | 2,717 |
| 1947年（昭和22年） | 3,591 |

### 世帯
総数 [単位： 世帯]
| 1920年（大正 9年） | 429 |
| 1947年（昭和22年） | 556 |

## 交通（廃止直前）

### 道路
- 一級国道
  - 国道4号